# Камбаров, Мурадали
Мурадали Камбаров — советский хозяйственный, государственный и политический деятель, Герой Социалистического Труда.

## Биография
Родился в 1892 году в селе Кум-Курган, ныне Наманганской области Республики Узбекистан.
С 1933 года — на хозяйственной, общественной и политической работе. В 1933—1956 гг. — колхозник, бригадир хлопководческой бригады, председатель колхоза «Большевик»/имени Карла Маркса Колхозабадского района Таджикской ССР. Мастер хлопка СССР.
Указом Президиума Верховного Совета СССР от 5 мая 1951 года присвоено звание Героя Социалистического Труда с вручением ордена Ленина и золотой медали «Серп и Молот».
Избирался депутатом Верховного Совета СССР 2-го, 3-го, 4-го созывов.
Умер в 1958 году в Колхозабадском районе.